# The Smallest Worm
The Smallest Worm è un cortometraggio muto del 1915 diretto da Frank Wilson.

## Trama
Un tizio, succube della suocera, è in grado di tenerle testa solo dopo che si è arruolato nell'esercito.

## Produzione
Il film fu prodotto dalla Hepworth.

## Distribuzione
Distribuito dalla Hepworth, il film - un cortometraggio di 213,36 metri - uscì nelle sale cinematografiche britanniche nel marzo 1915.
Fu distrutto nel 1924 dallo stesso produttore, Cecil M. Hepworth. Fallito, in gravissime difficoltà finanziarie, Hepworth pensò in questo modo di poter almeno recuperare il nitrato d'argento della pellicola.